# Поліфагія
Поліфагія — використання тваринами (поліфагами) різноманітної рослинної та тваринної їжі.
Поліфагія зазвичай пов'язана з певними анатомічними, фізіологічними та біохімічними адаптаціями травної системи (склад травних ферментів у поліфагів значно ширший ніж у стенофагів). Крайній ступінь поліфагії — еврифагія. Біологічна перевага поліфагії у тому, що вона забезпечує існування тварин у помірних та високих широтах з нестійкими запасами окремих видів кормів. Поліфагія поширена у біоценозах з бідним видовим складом. Слабкий бік поліфагії — менш ефективне використання окремих видів їжі. Поліфагія може переходити у стенофагію (монофагію) при адаптації тварин до одного або декількох видів їжі.

## Приклади поліфагії
Руді лісові мурашки (Formica rufa) поїдають сотні видів комах та інших безхребетних тварин, а також деякі рослини. Гусінь лучного метелика (Pyrausta sticticalis) живиться приблизно на 160 видах рослин. Поліфагами є жаби, ящірки, мало спеціалізовані хижаки — канюки, шуліки тощо.